# Jeziora augustowskie
Jeziora augustowskie – grupa jezior w okolicach Augustowa w województwie podlaskim w powiecie augustowskim na Równinie Augustowskiej.
Jest to określenie umowne, spotykane w części publikacji na temat regionu (głównie w przewodnikach i pracach popularnonaukowych). Nie stanowi formalnej jednostki regionalizacji fizycznogeograficznej Polski.
W skład grupy wchodzą m.in. jeziora:
- Białe Augustowskie
- Brożane
- Jezioro Górczyckie
- Kalejty
- Kolno
- Kruglak
- Jezioro Krzywe
- Mikaszewo
- Mikaszówek
- Necko
- Orle
- Paniewo
- Płaskie
- Pobojno
- Rospuda Augustowska
- Sajenek
- Sajno
- Serwy
- Sajenko
- Staw Studzieniczański
- Staw Wojciech
- Studzieniczne

Na szlaku Kanału Augustowskiego leżą jeziora: Necko, Białe Augustowskie, Studzieniczne, Jezioro Górczyckie, Orle, Paniewo, Krzywe, Mikaszewo, Mikaszówek.
W granicach administracyjnych Augustowa położone są jeziora: Necko, Rospuda, Białe, Studzieniczne, Sajno, Sajenek, Staw Sajenek.